# Acacia solenota
Acacia solenota é uma espécie de leguminosa do gênero Acacia, pertencente à família Fabaceae.